# Гельмут Розенбаум
Гельмут Розенбаум (нім. Helmut Rosenbaum; 11 травня 1913, Дебельн, Німецька імперія — 10 травня 1944, Констанца, Румунське королівство) — німецький офіцер-підводник, корветтен-капітан крігсмаріне. Кавалер Лицарського хреста Залізного хреста.

## Біографія
1 квітня 1932 року вступив на флот. Служив на легких крейсерах «Кенігсберг» і «Нюрнберг». В лютому 1937 року переведений в підводний флот. Деякий час служив вахтовим офіцером, а 17 березня 1939 року був призначений командиром підводного човна U-2, на якому здійснив 2 походи (провівши в морі в цілому 27 днів). З 30 вересня 1940 року — командир підводного човна U-73, на якому здійснив 8 походів (239 днів в море). Перші 5 походів здійснив в Північну Атлантику, а в січні 1942 року був переведений на Середземне море. 10 вересня 1942 року залишив командування підводним човном і в жовтні очолив щойно сформовану в Констанці 30-ту флотилію підводних човнів. Загинув в авіакатастрофі.
Всього за час бойових дій потопив 9 кораблів загальною водотоннажністю 57 863 брт.
| Дата           | Назва корабля        | Тип               | Тоннаж | Вантаж                                                                                | Екіпаж | Загинули | Країна             | Конвой |
| -------------- | -------------------- | ----------------- | ------ | ------------------------------------------------------------------------------------- | ------ | -------- | ------------------ | ------ |
| 24 лютого 1941 | Waynegate            | Торговий пароплав | 4,260  | 6200 тонн вугілля                                                                     | 41     | 0        | Британська імперія | OB-288 |
| 3 квітня 1941  | Alderpool            | Торговий пароплав | 4,313  | 7200 тонн пшениці                                                                     | 39     | 0        | Британська імперія | SC-26  |
| 3 квітня 1941  | Westpool             | Торговий пароплав | 5,724  | 7144 тонни металобрухту                                                               | 43     | 35       | Британська імперія | SC-26  |
| 3 квітня 1941  | Indier               | Торговий пароплав | 5,409  | 6300 тонн сталі і генеральних вантажів                                                | 46     | 42       | Бельгія            | SC-26  |
| 3 квітня 1941  | British Viscount     | Паровий танкер    | 6,895  | 9500 тонн мазуту для Адміралтейства                                                   | 48     | 28       | Британська імперія | SC-26  |
| 20 квітня 1941 | Empire Endurance     | Торговий пароплав | 8,570  | Генеральні вантажі, військове спорядження і 2 Motor Launch в якості палубного вантажу | 94     | 66       | Британська імперія |        |
| 20 квітня 1941 | HMS ML-1003 (вантаж) | Motor Launch      | 46     |                                                                                       |        |          | Британська імперія |        |
| 20 квітня 1941 | HMS ML-1037 (вантаж) | Motor Launch      | 46     |                                                                                       |        |          | Британська імперія |        |
| 11 серпня 1942 | «Ігл»                | Авіаносець        | 22,600 |                                                                                       | 1087   | 160      | Британська імперія | WS-21S |

## Звання
- Кандидат в офіцери (1 квітня 1932)
- Морський кадет (4 листопада 1932)
- Фенріх-цур-зее (1 січня 1934)
- Оберфенріх-цур-зее (1 вересня 1935)
- Лейтенант-цур-зее (1 січня 1936)
- Оберлейтенант-цур-зее (1 жовтня 1937)
- Капітан-лейтенант (1 лютого 1940)
- Корветтен-капітан (3 серпня 1944; посмертно)

## Нагороди
- Медаль «За вислугу років у Вермахті» 4-го класу (4 роки; 15 серпня 1936)
- Медаль «У пам'ять 1 жовтня 1938»
- Іспанський хрест в бронзі (6 червня 1939)
- Залізний хрест
  - 2-го класу (15 квітня 1940)
  - 1-го класу (25 квітня 1941)
- Нагрудний знак підводника (4 березня 1941)
- Двічі відзначений у Вермахтберіхт
  - «Підводні човни під командуванням капітан-лейтенанта Розенбаума та оберлейтенанта-цур-зее Ендрасса особливо відзначилися в останніх успіхах проти британського торгового судноплавства в Північній Атлантиці.» (4 квітня 1941)
  - «Як повідомлялося у спеціальному бюлетені, німецький підводний човен під командуванням капітан-лейтенанта Розенбаума потопив британський авіаносець „Орел“ з надійно захищеного конвою чотирма торпедними ударами 11 серпня на заході Середземномор'я.» (12 серпня 1942)
- Лицарський хрест Залізного хреста (12 серпня 1942)
- Срібна медаль «За військову доблесть» (Італія) (17 вересня 1942)